# Al-Sahel SC
Der al-Sahel SC (arabisch نادي الساحل الرياضي, DMG Nādī s-Sāḥil ar-riyāḍī) ist ein kuwaitischer Fußballverein mit Sitz in Abu Halifa im Gouvernement al-Ahmadi. Die Mannschaft spielt derzeit in der erstklassigen Kuwaiti Premier League.

## Geschichte

### Gründung bis 1990er Jahre
Der Klub wurde im Jahr 1967 zuerst als Kultur- und Sozialklub gegründet. Im Jahr 1971 fand schließlich die Wandlung in einen sporttreibenden Klub statt, der erste Vorstand wurde am 15. Januar 1972 gewählt. Dort trat die Fußball-Mannschaft erst einmal nur unterklassig in der zweiten Liga an. Zur Saison 1979/80 wurden die beiden nationalen Ligen jedoch zusammengelegt und somit spielte der Klub nun erstklassig. Die Saison 1984/85 war dann die letzte in dieser Zusammensetzung. Ab der Folgesaison ging der Verein wieder in die zweite Liga über. Die Saison 1991/92 wurde aufgrund des Zweiten Golfkriegs in zwei Gruppen ohne feste Liga ausgespielt. Mit neun Punkten landete die Mannschaft am Ende der Spielzeit jedoch nur auf dem vorletzten Platz seiner Gruppe. Somit spielte der Klub zur Folgesaison weiter im Unterhaus. Zur Saison 1994/95 wurde die erste Liga aber wieder auf 14 Mannschaften aufgestockt, womit Sahel erneut dabei war.

### Heutige Zeit
Einen der größten Erfolge der Vereinsgeschichte konnte die Mannschaft mit dem Erreichen des Finalspiels beim Emir Cup der Saison 1998/99 erreichen. Hier unterlag der Klub jedoch mit 2:1 der Mannschaft von al-Arabi. Zur Saison 2001 wurden die Ligen wieder aufgeteilt, womit Sahel, welcher vorher schon abgeschlagen auf den unteren Plätzen herumdümpelte, auch wieder absteigen musste. In dieser Saison gelang dem Klub aber auch seine erste Meisterschaft, womit die Rückkehr in die Premier League zur Spielzeit 2001/02 gelang. Nach dem hier nur der vorletzte Platz erreicht wurde, war ein Relegationsspiel gegen Jahra nötig. Dieses gewann die Mannschaft aber souverän mit 3:0. Fortan konnte die Klasse auch stets gehalten werden, egal wie viele Mannschaften absteigen mussten oder neu hinzu kamen. Erst nach der Saison 2007/08 reichte es mit abgeschlagenen acht Punkten nur noch für den vorletzten Platz, wodurch es nach längerem mal wieder in Richtung zweite Liga ging. Nach einer desaströsen Folgesaison, gelang in der Spielzeit 2009/10 ein weiteres Mal die Meisterschaft und damit die Rückkehr in die Premier League. Bereits nach einer Spielzeit war aber erneut wieder Schluss und es ging 12 Punkten über den letzten Platz direkt wieder runter ins Unterhaus. Seitdem die Liga zur Spielzeit 2013/14 einmal erneut zusammengelegt wurde, spielte der Klub wieder in der Premier League. Aus dieser stieg die Mannschaft aber mit 22 Punkten über den 13. Platz nach der Spielzeit 2016/17 wieder ab. Als Vizemeister gelang nach der Saison 2018/19 aber der Wiederaufstieg, womit der Verein bis heute wieder in der ersten Liga spielt.

## Erfolge
- Meister der Kuwaiti Division One: 2
  - 2000/01 und 2009/10